# Almora (Band)
Almora ist eine türkische Symphonic-Metal-Band, die 2001 in Istanbul gegründet wurde.

## Geschichte
Almora entstand im Jahr 2001 aus einem Musikprojekt des türkischen Musikers Soner Canözer. Im folgenden Jahr veröffentlichte die Band erst die EP Standing Still & Cyrano und anschließend ihr Debütalbum Gates of Time, welches, wie auch alle weiteren Alben, beim türkischen Label Zihni Müzik erschien. Mit ihrem zweiten Album Kalihora’s Song veröffentlichte die Band erstmals auch ein Album außerhalb der Türkei, was für einen zusätzlichen Bekanntheitszuwachs sorgte.
Im Oktober 2004 erschien schließlich das Album Shehrâzad, das international Beachtung fand und von der türkischen Tageszeitung Milliyet und dem Blue Jean Magazine als eines der fünf besten türkischen Rock-Alben aller Zeiten bezeichnet wurde. Insbesondere aus Japan erfuhr die Band enormen Zuspruch, was sich nicht zuletzt darin äußerte, dass zwei Lieder des Albums in das Musical Jazzy Fairies/Revue of Dreams der populären japanischen Musiktheatergruppe Takarazuka Revue aufgenommen wurden.
Im Jahr 2006 entstand in Zusammenarbeit mit dem bekannten türkischen Opern-Tenor Hakan Aysev das als Rockoper konzipierte Album 1945. 2008 veröffentlichte die Band das Album Kiyamet Senfonisi auf dem der türkische Rockmusiker Ogün Sanlısoy einen Gastauftritt hat. Es unterscheidet sich von den Vorgängerwerken durch seine wesentlich symphonischere Musik und harmonischeren Gesang.

## Stil
Almora verbinden in ihrer Musik Hardrock bzw. Heavy Metal sowohl mit türkischer Folklore-Musik als auch mit Elementen der klassischen Musik. Dementsprechend vielfältig ist die Instrumentierung, die auch Celli, Violinen, Flöten und ein Klavier umfasst. Charakteristisch ist zudem der von Lied zu Lied alternierende männliche und weibliche Gesang. Insbesondere die hohen Tonlagen der Sopran-Sängerinnen, Flöten und Violinen stehen in Kontrast zur ansonsten von harten Rock- und Metal-Klängen geprägten Musik, was eine fröhliche Grundstimmung der Musik fördert.
Die Songtexte wurden anfangs noch überwiegend auf Englisch geschrieben, da die Band dies für ihre Musik als passender empfand. Auf den neueren Alben finden sich allerdings auch vermehrt türkische Texte. Sie beziehen sich häufig auf alte orientalische Volkssagen und Märchen. So ist das Album Shehrâzad angelehnt an die gleichnamige Hauptfigur (Scheherazade) aus den altpersischen Märchenerzählungen von Tausendundeiner Nacht.

## Diskografie

### Alben
- 2002: Gates of Time
- 2003: Kalihora’s Song
- 2004: Shehrâzad
- 2006: 1945
- 2008: Kiyamet Senfonisi

### EPs
- 2002: Standing Still & Cyrano

### Singles (Auswahl)
- 2008: Kiyamet Senfonisi
- 2008: Iyiler Siyah Giyer (mit Ogün Sanlısoy)
- 2008: Su Masalı